# Asoke Engineering
Asoke Engineering (auch Asoke Motors) war ein thailändischer Automobilhersteller mit Sitz in Bangkok. Hergestellt wurden in erster Linie Fahrzeuge von General Motors, Holden und Opel.

## Geschichte
Die Produktion begann 1973 für General Motors und Siam Motors. Aufgrund des ausbleibenden Erfolgs der Fahrzeuge endete die Fahrzeugproduktion Anfang der 1980er Jahre und wurde auf die Herstellung von Lastwagenkabinen und Anhängern umgestellt.
Es ist nicht belegt, was aus dem Unternehmen wurde. Erst ab 2000 wurden in Thailand wieder GM-Fahrzeuge bei General Motors (Thailand) montiert.

## Modelle
Produziert wurden Holden-Modelle und der Opel Rekord. Es wurden nur sehr wenige Fahrzeuge abgesetzt.
Ebenso wurde das General Motors BTV Basic Transportation Vehicle montiert, das in Thailand den Beinamen Plai Noi (Kleiner Elefant) erhielt. Als Produktionszeitraum ist nur 1974 überliefert.